# Jean Godefroy de Lintot
Pour les articles homonymes, voir Godefroy.
Jean Godefroy de Lintot, né à La Trinité-du-Mont, Normandie, vers 1607, mort à Trois-Rivières, Québec, en 1681, fut un seigneur-colonisateur et marchand de fourrure en Nouvelle-France.

## Biographie
Jean Godefroy de Lintot se maria en 1636 à Marie Leneuf (née à Caen, Normandie, vers 1614, morte à Trois-Rivières, Québec, en 1688).
Leurs noms figurent sur le monument Louis Hébert situé dans la Ville de Québec faisant honneur aux premiers colons de la Nouvelle-France[réf. nécessaire].
Jean Godefroy de Lintot émigre en Nouvelle-France (Québec) vers 1626 et il s’installe à Trois-Rivières peut-être dès 1634.  Marie Leneuf le rejoint en 1636.
Ils eurent sept enfants - dont, un fils, Michel Godefroy de Lintot (21 octobre 1637 - 17 mai 1709), premier enfant européen baptisé à Trois-Rivières[réf. nécessaire] et futur capitaine des troupes de la Marine. Michel fut inhumé à Trois-Rivières le 18 mai 1709.